# 讨伐赵保原部战役
讨伐赵保原部战役，中共方面亦称讨伐伪军赵保原部战役，是中国抗日战争中，中国共产党领导的八路军和國軍赵保原部发生的战役。